# 董允
董 允（とう いん）は、中国後漢末期から三国時代の蜀漢の政治家。字は休昭。父は董和。孫は董宏（晋の巴西太守）。『三国志』蜀書に独立した伝がある。

## 略歴
章武元年（221年）、劉備が皇帝に即位して劉禅を皇太子に立てると、その側近（太子舎人、次いで太子洗馬）として抜擢された。建興元年（223年）、劉禅の即位後は黄門侍郎に任じられた。
建興5年（227年）、諸葛亮は北伐に先立って上奏した出師表の中で、費禕・郭攸之と共に董允の名を挙げ「政治の規範・利害を斟酌し、進み出て忠言を尽くすのは彼らの役目です。宮中の事柄は全て彼らにご相談ください」などと述べた。次いで諸葛亮は費禕を参軍にしたいと要請したため、代わりに董允が侍中・虎賁中郎将に昇進し、近衛兵の指揮を任された。
費禕は北伐の随員となり、また郭攸之も大人しい性格であったため、諫言するのは専ら董允の役割となった。劉禅は常々、美人を選び後宮を満たしたいと望んでいたが、董允は「古代にあっては、天子の后妃の数は十二人に過ぎません。今、宮女は既に揃っているので、増やすのは適当ではありません」と主張し、あくまで承知しなかった。このため、劉禅はさらに董允を憚るようになった。
建興13年（235年）、蔣琬は益州刺史に任命されると費禕・董允にその地位を譲ろうとしたが、董允はこれを固辞した。
劉禅は成長するに従い、黄皓を寵愛するようになったが、董允から厳しく諌められている。このため、董允存命中において黄皓は黄門丞の地位に留まり、悪事を働くことはできなかった。
延熙6年（243年）、輔国将軍を加官された。翌年、侍中・守尚書令に任命され、大将軍であった費禕の次官となった。
延熙9年（246年）に死去した。董允の没後、劉禅を諫め黄皓の専横を防ぐ人物は現れず、劉禅は亡くなった董允を日に日に疎ましく思うようになった。後に黄皓は政治を壟断して国を滅ぼすに至ったため、蜀の人々で董允を追慕しない者はいなかったという。
瀘州市江陽区に墓所がある（県級文物保護単位）。墓碑は既に失われ盛土のみが残っている。

## 人物

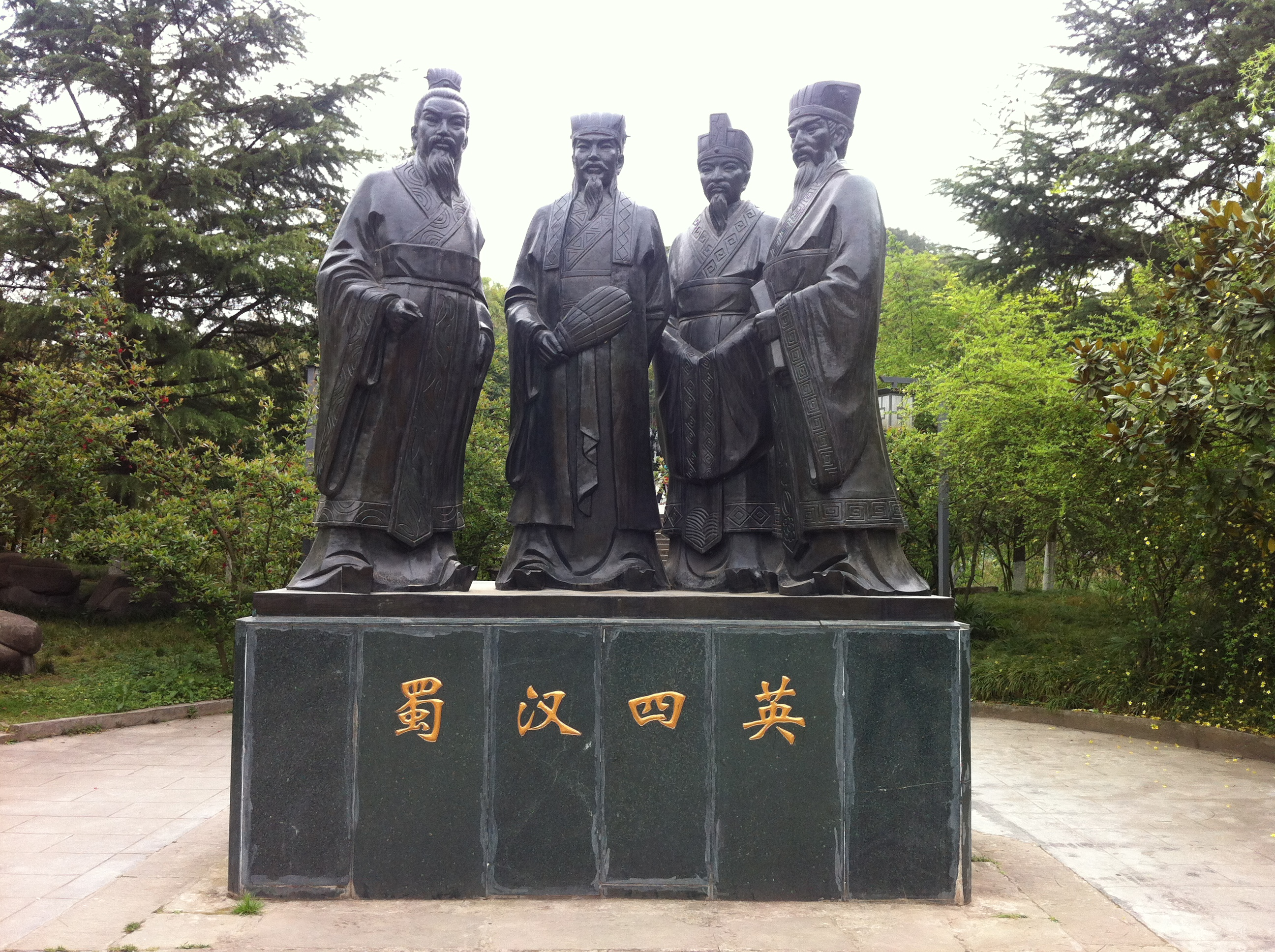
蜀漢四英の像

蜀の人々は諸葛亮・費禕・蔣琬・董允を、「四英」または「四相」と呼んだ。
かつて父の董和は、董允と費禕のどちらが優れているか判断しかねていた。ある時、許靖の子の葬儀に董允と費禕が一緒に参列することになった。董和が粗末な馬車を用意したところ、董允は嫌な顔をしたが費禕は平然としていた。董和は「二人の優劣が今日になってようやく分かった」と言ったという。
費禕は尚書令になると、朝夕に政務を治め、その間に賓客に応接し、飲食しながら遊び戯れ、娯楽を尽くしながらも仕事を怠らなかった。その後、董允は費禕の後任の尚書令となり、費禕を真似ようとしたが、十日の間に政務が停滞してしまった。董允は「人間の能力というものは、これほどまでに差があるのか」と嘆いたという。
ある時、費禕や胡済との宴会に行こうとしたところ、年少で官位の低い董恢が董允の下を訪れた。董恢が恐縮して帰ろうとすると、董允は「せっかく参られた君を捨て置いて、単なる友人との宴会に赴くなど考えられようか」と言い、外出を中止した。
性質は君子を以って為し周公之徳があると評されたという。